# Svatý Michael Archanděl (Stará Bystrica)
Svatý Michael Archanděl, slovensky Svätý Michal Archanjel, je kamenná skulptura a fontána na náměstí Rínok svätého Michala u Slovenského orloje a obecního úřadu ve městě Stará Bystrica v okrese Čadca v Žilinském kraji na Slovensku.

## Popis a historie díla
Socha a fontána je vytvořena z bílého vápence pocházejícího z Bulharska. Je dílem od akademických sochařů Viliama Loviška a Marcely Loviškové z roku 2006. Archanděl Michael, patron Staré Bystrice, je znázorněn netradičně, kdy křídly drží meč/kříž, a připomíná kněze zahaleného pláštěm se zahalenou tváří a zřetelnými ústy. Socha také připomíná středověkého rytíře v plášti a přilbě jako vůdce nebeského vojska. Odvrácená část sochy symbolizuje poraženého hada (satana).

## Galerie

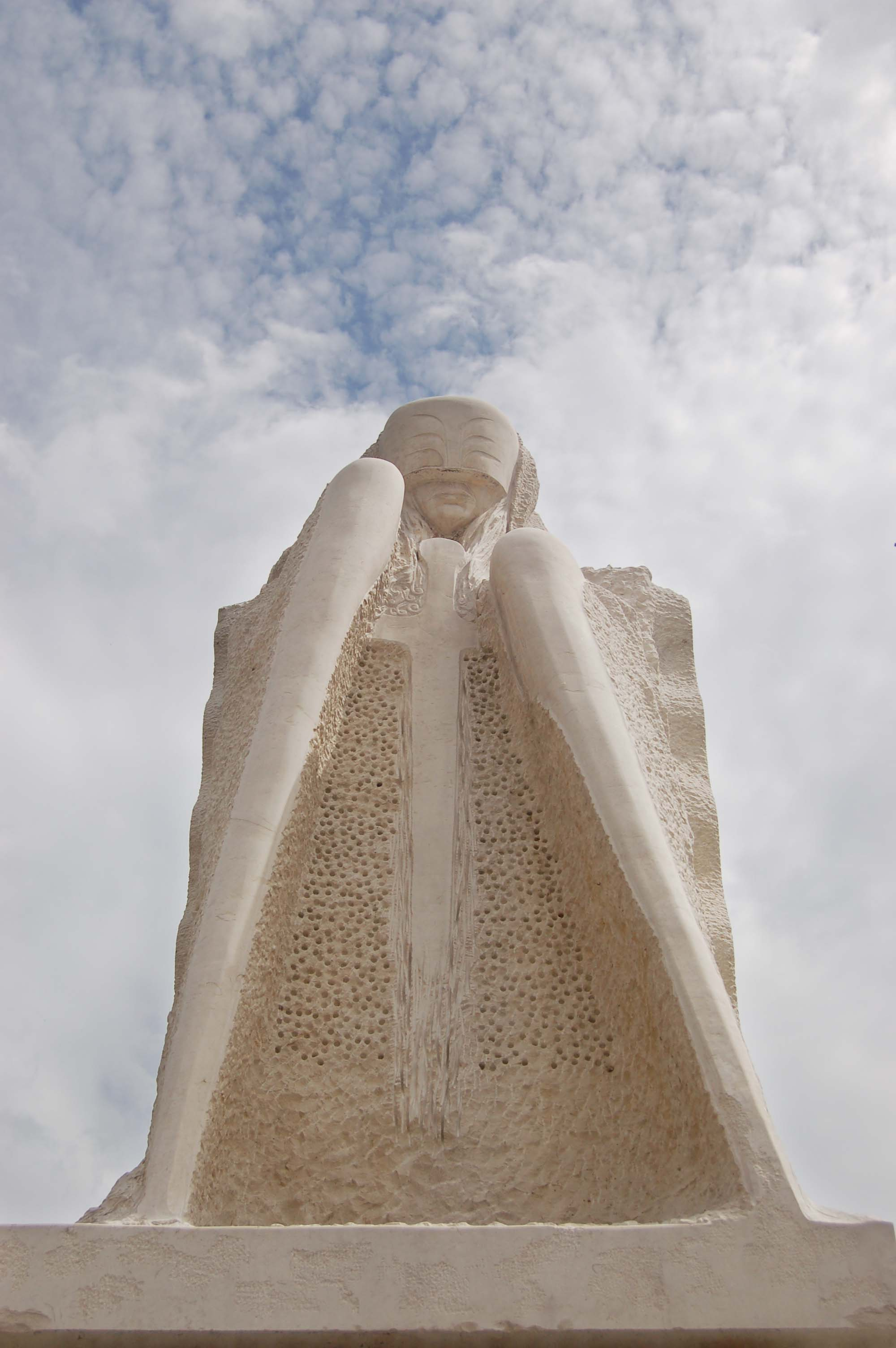
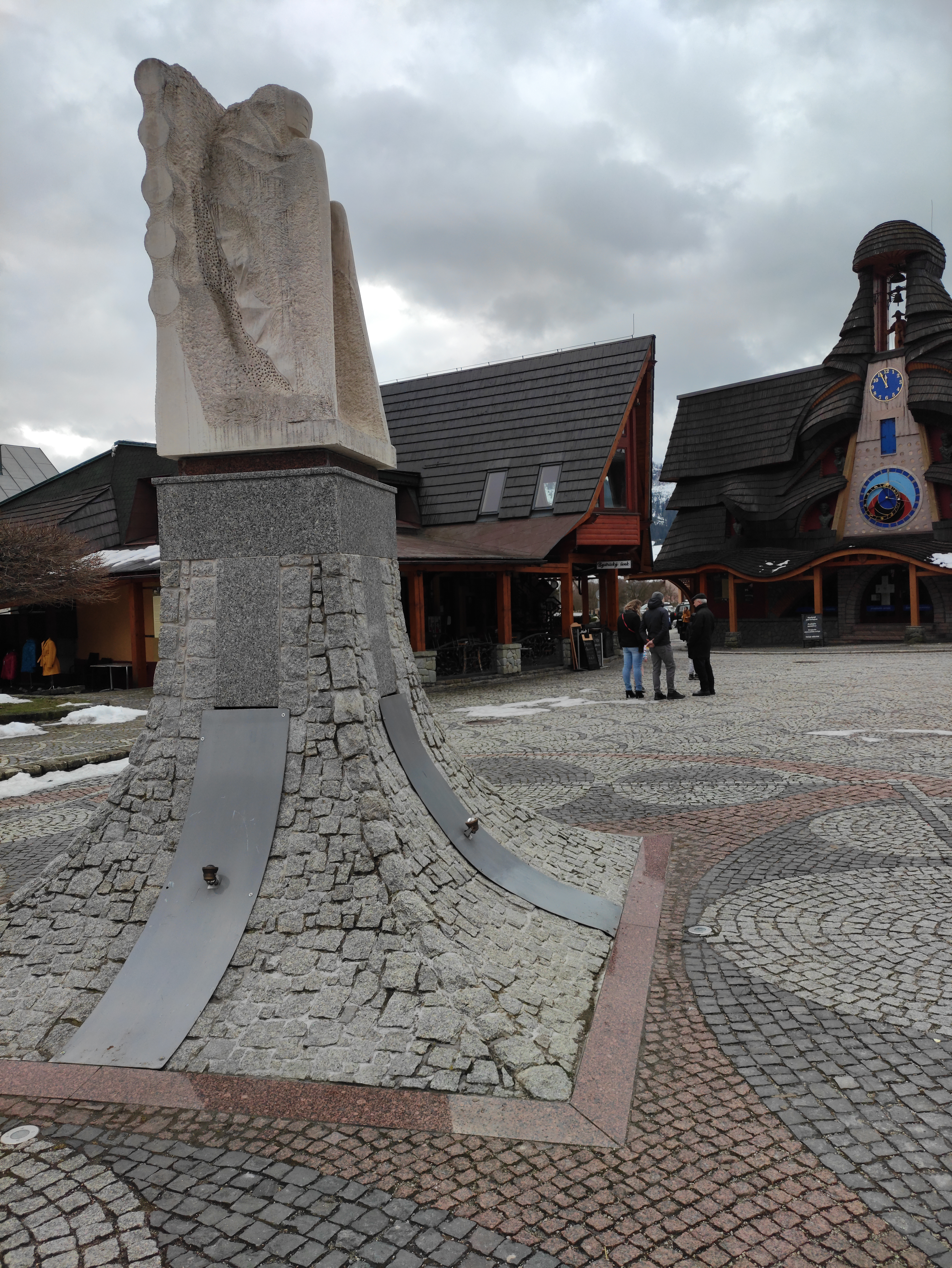
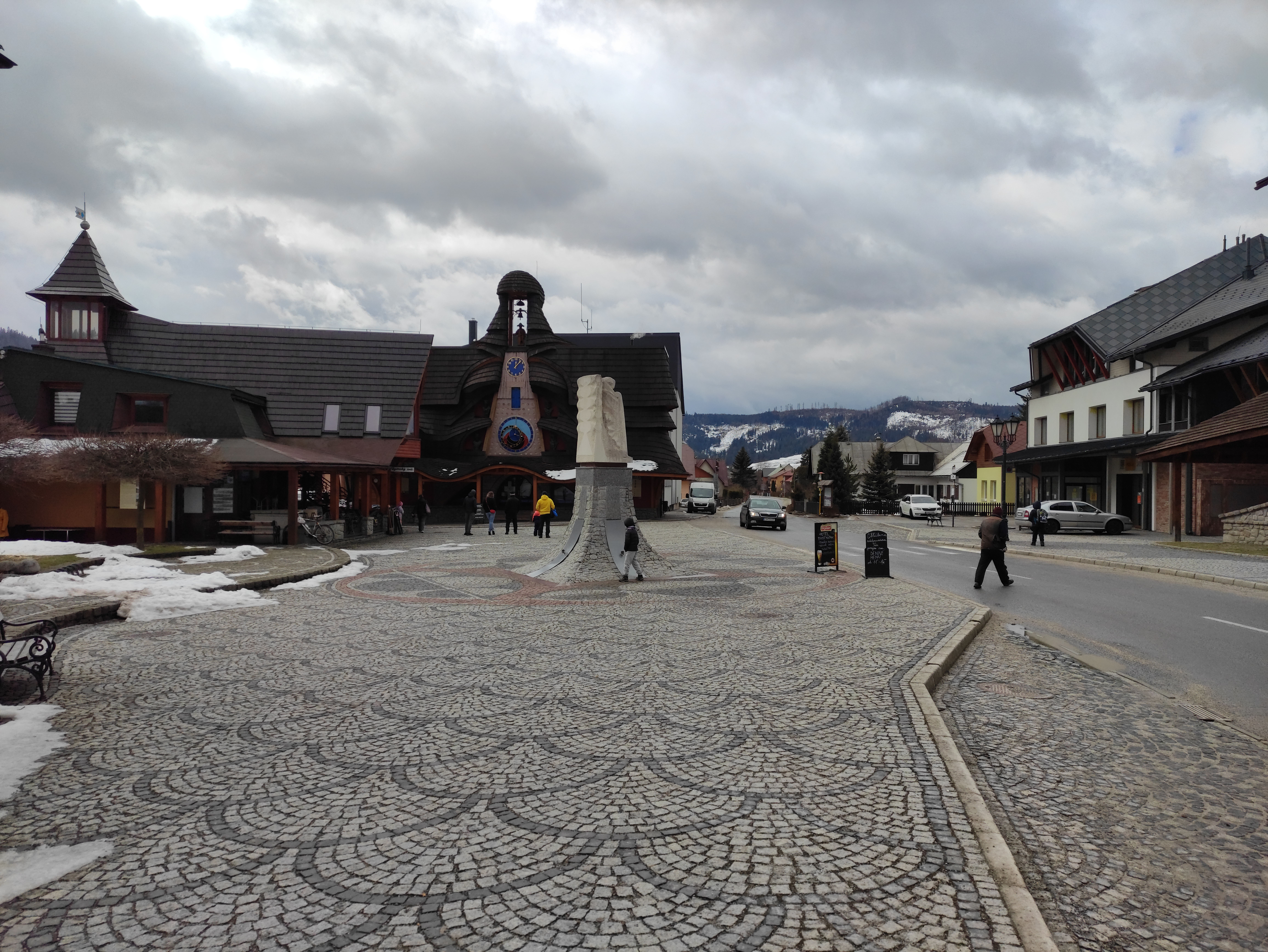
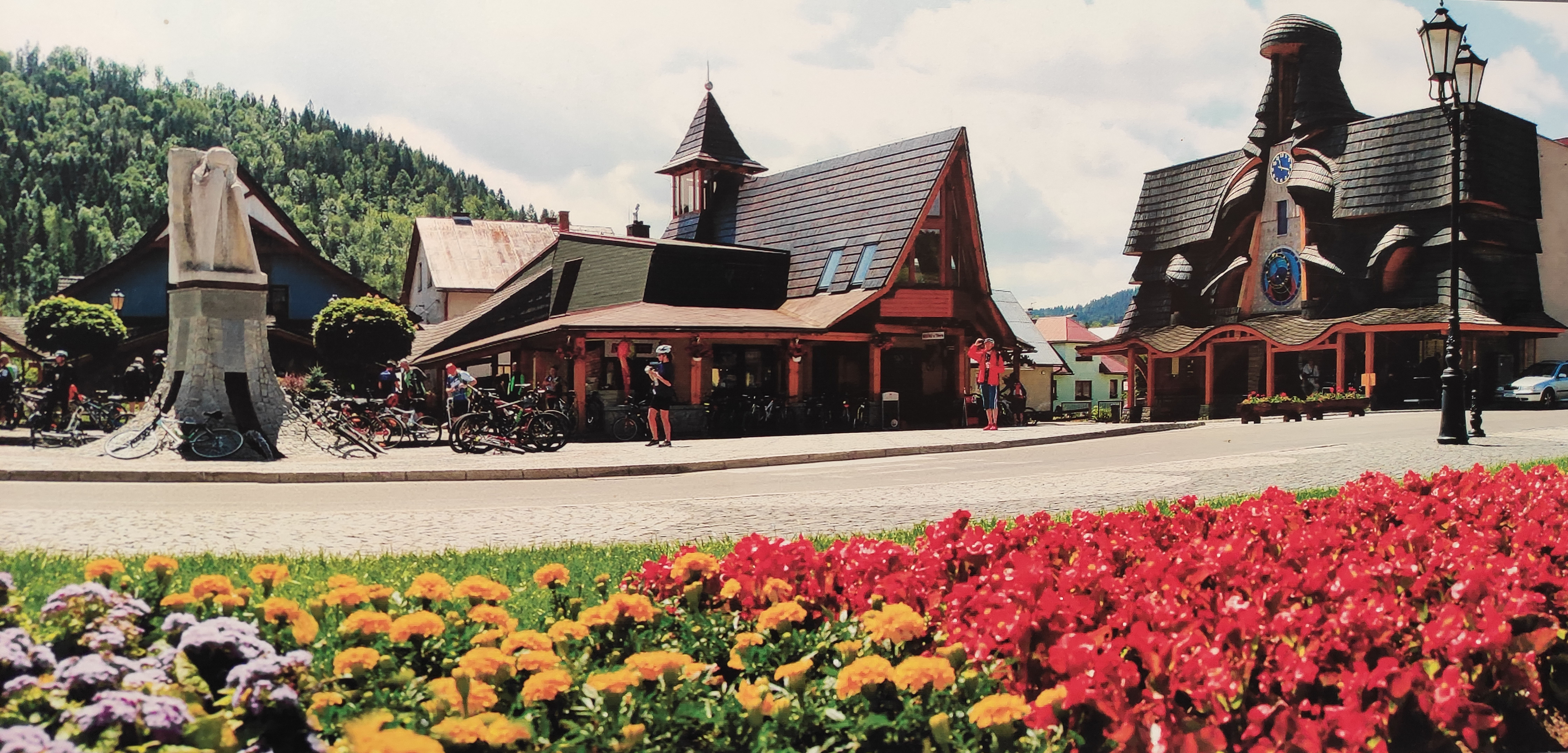